# Libong Sabongari
Libong Sabongari est un village du Cameroun appartenant à la commune de Tignère, situé dans la région de l'Adamaoua et le département du Faro-et-Déo.

## Population
Lors du recensement de 2005, le village comptait 737 personnes, 359 de sexe masculin et 378 de sexe féminin.